# Julie Vinter Hansen
Julie Marie Vinter Hansen (20 juillet 1890 – 27 juillet 1960) est une astronome danoise.
Vinter Hansen devient chevalier de l'ordre de Dannebrog en 1956 et continue sa carrière à l'université de Copenhague jusqu'en 1960.

## Prix
- Tagea Brandt Rejselegat
- Martin Kellogg Fellowship
- Chevalier de l'ordre de Dannebrog
- Prix d'astronomie Annie J. Cannon

## Sources
- H.Q. Rasmusen, « Julie Marie Vinter Hansen (obituary) », Quarterly Journal of the Royal Astronomical Society, vol. 2,‎ mars 1961, p. 38 (Bibcode 1961QJRAS...2...38.)